# مالو تريفيخو
ماريا لويزا «مالو» تريفيخو (بالإنجليزية: Malu Trevejo)‏ (مواليد 15 أكتوبر 2002) راقصة وكاتبة أغاني ومغنية البوب لاتيني أمريكية - كوبية، اكتسبت شهرتها من خلال وسائل التواصل الاجتماعي، تقيم في ميامي الولايات المتحدة. في البداية، اشتهرت في إنستغرام مع أكثر من 5 ملايين متابع، ومستخدم ميوزكلي مع مليوني معجب، في 22 سبتمبر 2017، أصدرت أغنية الخاصة بها بعنوان «لونا لينا» من خلال موسيقى عالمية للترفيه اللاتيني اكتسبت هذه الأغنية أكثر من 85 مليون مشاهدة. لم يمض وقت طويل بعد ذلك، أصدرت أغنية "In My Mind" حصلت على ما يقرب من 10 ملايين مشاهدة.
في أبريل 2018، ظهرت في تعاون مع مغني البوب الإنجليزي HRVY الذي أطلق عليه "Hasta Luego" والتي حصلت على أكثر من 45 مليون مشاهدة.

## نشأتها
ولدت مالو تريفيخو في هافانا، كوبا لأم كوبية وأب إسباني.
بعد ولادتها بفترة قصيرة، انتقلت هي ووالداها إلى مدريد حيث عاشت لمدة 12 عامًا. انتقلت لاحقًا إلى ميامي مع والدتها. بعد بداية مسيرتها الموسيقية، التحقت تريفيجو في برنامج المدرسة المنزلية.

## مسيرتها الفنية
أول أغنية فردية لها «لونا لينا»، التي أنتجتها ذا فليبتونيس، وصلت إلى 33 مليون مشاهدة على يوتيوب في غضون سبعة أسابيع من الإصدار. تم الاعتراف بـ مالو في باندورا راديو كأحد الفنانين اللاتينيين لمشاهدة. ذكرت مالو أن ألبومها القادم سيكون باللغة الإنجليزية والإسبانية. في يونيو 2017، وقعت عقد تسجيل مع In-Tu Linea ، قسم من علامة
يونيفرسال ميوزيك لاتين انترتيمنت. تم عرض أغنية «لونا لينا» لأول مرة على أغاني بيلبورد هيت اللاتينية في 27 وشهد أكثر من 2000 تنزيل في ذلك الوقت.

## روابط خارجية
- مالو تريفيجو على موقع IMDb (الإنجليزية)
- مالو تريفيجو على موقع ميوزك برينز (الإنجليزية)
- مالو تريفيجو على موقع أول ميوزيك (الإنجليزية)

- الموقع الرسمي
- مالو تريفيخو في قاعدة بيانات الأفلام على الإنترنت